# Estação Paciência
Paciência é uma estação de trem do ramal de Santa Cruz da SuperVia, localizada na Zona Oeste do Rio de Janeiro.

## História

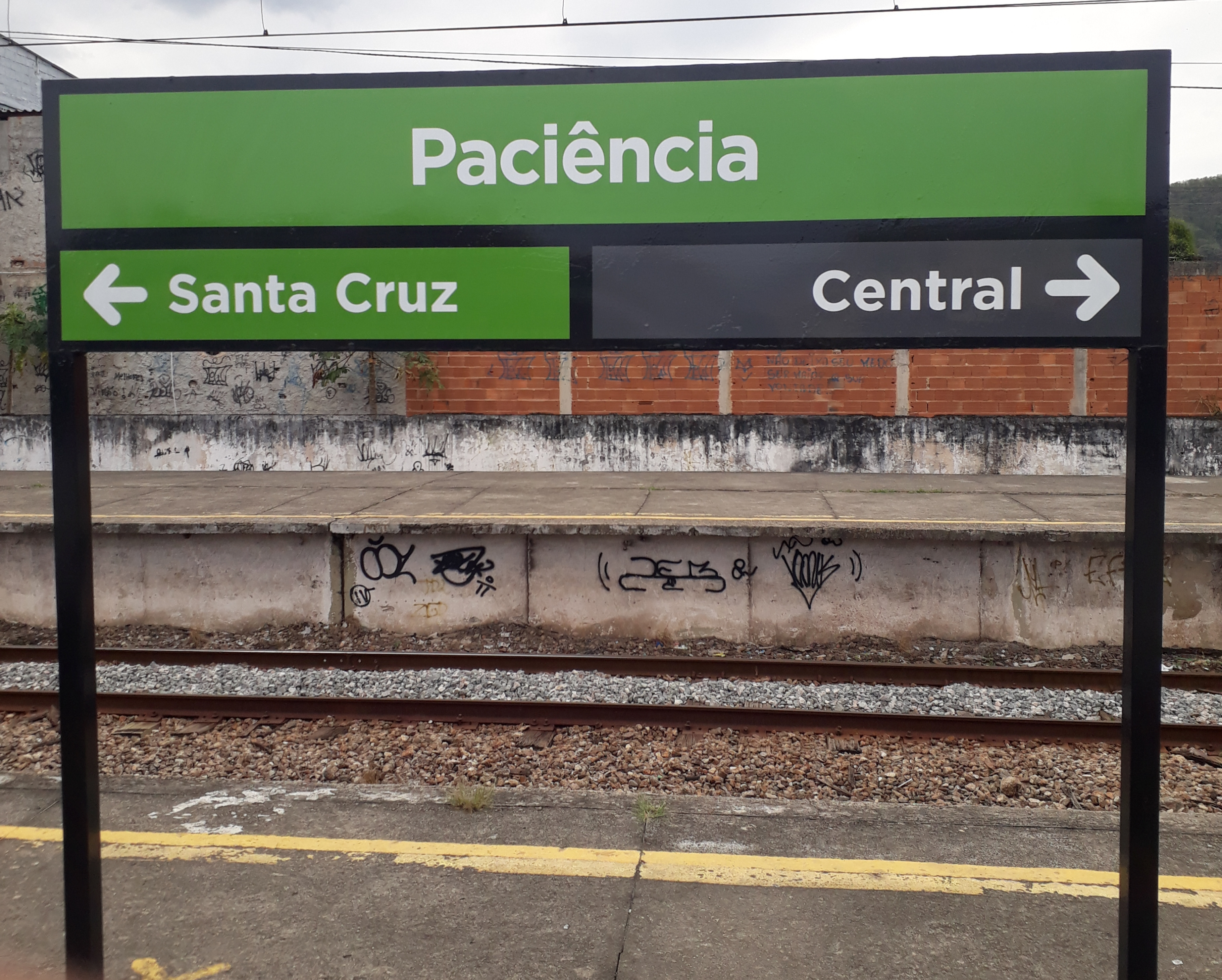
Placa Paciência

Foi inaugurada em 1897. O nome veio da Fazenda do Mato da Paciência, antiga fazenda local, há muito desaparecida. A estação original era de madeira, precaríssima.. tendo integração com o BRT TransOeste, através da Estação Santa Eugênia.
No dia 7 de março de 1958, aconteceu um acidente ferroviário do bairro, mais de 80 pessoas morreram na batida entre dois trens, por volta das 18:30 horas, na estação de Paciência, quando o trem especial SS-7 arremessando-se a uma velocidade superior a 100 km/h contra outras três composições, arrancando uma delas do trilho e jogando-a na rua, enquanto outra era atirada espetacularmente num valão à margem da Estrada da Paciência, foi grande o número de feridos e muitos dos quais se encontrava-se presos nas ferragens de 15 carros engavetados. Momentos antes do desastre pavoroso, uma colisão sem consequências maiores fizera parar perto da estação dois trens cheios de passageiros, o US-69 e o US-67. Um terceiro trem (SS-5) viria se juntar aos primeiros à espera de passagem. Chovia granizo sobre Paciência: o SS-7, sem poder distinguir a sinalização, ganhou a linha impedida indo espedaçar-se contra as três composições paradas (...)" 

## Plataformas
Plataforma 1A: Linha auxiliar, Somente utilizada quando à linha 1B esteja em manutenção 

Plataforma 1B: Sentido Santa Cruz 

Plataforma 2C: Sentido Central do Brasil
Hoje em dia, a Estação Paciência Faz Integração Paga com o Serviço BRT Transoeste através da estação Santa Eugenia

## Integração BRT
A Estação da Supervia Paciência Faz integração com a Estação BRT Santa Eugenia / Paciência
A Estação BRT Santa Eugenia Tem Sentidos Campo Grande E Santa Cruz / Salvador Allende
Sentindo Norte
Campo Grande
Sentindo Sul
Lado A (Sentindo  Santa Cruz)
Lado B (Sentindo Salvador Allende)

## Fonte
- Max Vasconcellos: Vias Brasileiras de Comunicação, 1928;